# Шапел Елен
Шапел Елен (фр. Chapelle-Heulin) насеље је и општина у западној Француској у региону Лоара, у департману Атлантска Лоара која припада префектури Нант.
По подацима из 2011. године у општини је живело 3127 становника, а густина насељености је износила 232,15 становника/km². Општина се простире на површини од 13,47 km². Налази се на средњој надморској висини од 13 метара (максималној 37 m, а минималној 2 m).

## Демографија
| 1962. | 1968. | 1975. | 1982. | 1990. | 1999. | 2011. |
| ----- | ----- | ----- | ----- | ----- | ----- | ----- |
| 1.208 | 1.212 | 1.307 | 1.800 | 1.838 | 1.852 | 3.127 |